# Kardeşköy, Nazilli
Kardeşköy là một xã thuộc huyện Nazilli, tỉnh Aydın, Thổ Nhĩ Kỳ. Dân số thời điểm năm 2010 là 146 người.